# Phnum Srok

Em vermelho o território de Phnum Srok na província de Banteay Meanchey.

Phnum Srok é um distrito (srok) na província ocidental de Banteay Meanchey, no noroeste do Camboja. A capital do distrito é a cidade homônima, Phnum Srok localizada aproximadamente á 52 quilômetros da capital da província Sisophon, por estrada. Sua população em 1998 era de 45.251 habitantes. O distrito está dividido em seis comunas e cinquenta e cinco vilas.